# فيفيان بومونت ألين
فيفيان بومونت ألين (بالإنجليزية: Vivian Beaumont Allen)‏ هي فاعلة خير وممثلة أمريكية، ولدت في 22 مارس 1885، وتوفيت في 10 أكتوبر 1962.